# James Harper (football)
Pour les articles homonymes, voir James Harper.
James Alan John Harper (né le 9 novembre 1980 à Chelmsford en Angleterre) est un footballeur professionnel britannique.
Il a commencé sa carrière de 1997 à 2001 au club d'Arsenal.

## Carrière
- 1997-2001 :  Arsenal
  - 2000-2001 :  Cardiff City (prêt)
- 2001-2010 :  Reading
  - 2009-2010 :  Sheffield United (prêt)
- 2010 :  Sheffield United
- 2010-2012 :  Hull City
  - 2012 :  Wycombe Wanderers (prêt[1])
- 2012- :  Doncaster Rovers